# Seton Szent Erzsébet Anna
Seton Szent Erzsébet Anna (született Elizabeth Ann Bayley; New York, 1774. augusztus 28. – Emmitsburg, Frederick megye, 1821. január 4.) az első szent, aki a mai Amerikai Egyesült Államok területén született. A római katolikus egyház mellett 2009 óta az episzkopális egyház is szentként tiszteli.

## Élete

### Fiatalsága
Egy előkelő család második gyermekeként született 1774-ben. Ősei az első telepesek között voltak, akik New York környékére érkeztek. Családja az episzkopális egyház tagja volt, édesapja Richard Bayley sebész a közösség megbecsült tagja volt (ő gondoskodott a Staten Islanden partraszálló bevándorlókról és kivette részét a sárgaláz ellen küzdelemből is). 
Felmenői között francia hugenották és angolok is voltak. Eredetileg New Rochelle-ben éltek. Édesanyját, aki egy lelkész lánya volt (Catherine Charlton) hároméves korában elveszítette, valószínűleg szülési komplikációk miatt. Ezt követően édesapja újranősült. Második felesége Charlotte Amelia Barclay volt, aki szintén egy neves család (Jacobus James Roosevelt) sarja volt. Az apának ebből az új kapcsolatából öt gyermeke született. Mostohaanyja társadalmi élete aktív volt. Élelmiszerrel támogatta a rászorulókat saját házukban, amivel nagy hatással volt Elizabeth életére.
Miután ez a házasság válással végződött a mostohaanya nem foglalkozott tovább Elizabethtel és nővérével. Édesapja Londonba utazott újabb orvosi tanulmányokra. Elizabeth a nővérével együtt a nagybátyjáékhoz (William Bayley és felesége Sarah Pell) került. Az átélt veszteségek is hatással voltak fiatalkorára: visszahúzódó, zárkózott jellemű volt, szabadidejében zenélt (főként zongorán), olvasott, verseket és naplót írt. Ekkoriban került hozzá közel a Biblia. Kiváló lovas volt és folyékonyan beszél franciául.

### Házassága
1795. január 25-én, tizenkilenc éves korában hozzáment az elszegényedett skót nemesi család sarjához, de mégis sikeres üzletemberhez, William Magee Setonhoz. Apósa volt New York utolsó királyi közjegyzője. Esküvőjüket Samuel Provoost püspök celebrálta. Egybekelésüket követően a Wall Streetre költöztek. Bár kapcsolatuk menekülésnek tűnhetett a lány szemszögéből, de igaz szerelem szövődött közöttük. 
Elizabeth emellett folytathatta a korábban megkezdett jótékonysági tevékenységét: előkelő nők társaságában szegényeket és betegeket látogatott. Fő segítője sógornője, Rebecca Mary Seton volt. Apósa halála után William kisebb testvéreit is fel kellett nevelniük öt gyermekük (Anna Maria (Annina) (1795–1812), William II (1796–1868), Richard Seton (1798–1823), Catherine (1800–1891) és Rebecca Mary (1802–1816)) mellett. 
Férjének üzleti ügyei rosszra fordultak: több kereskedelmi hajója is eltűnt, emiatt csődöt jelentett és még előkelő otthonukat is elveszítették. míg ő maga tuberkulózist kapott. Elizabeth gyermekeivel együtt egy időben apjánál szállt meg. Egészségügyi problémái miatt is döntöttek úgy, hogy felkeresik európai partnereiket. Az olaszországi partraszállást követően nem sokkal, 1803. december 27-én William Livornóban elhunyt. Ekkoriban került közelebbi kapcsolatba Elizabeth a római katolikus egyházzal (köszönhetően régi üzleti partnereinek, Filippo és Antonio Filicchi családjainak), főként a máriás lelkület nyújtott neki kapaszkodót.

### Özvegysége
Hazatérve New Yorkba 1805. március 14-én katolizált (éppen a katolikusok elleni fellépések idején). Özvegyként leánynevelő iskolát nyitott, hogy eltarthassa gyermekeit, de mivel katolizált, sok szülő kiíratta gyermekét az intézményből. Elizabeth éppen Kanadába akart költözni, amikor a francia forradalom alatt üldözött és ezért idemenekült katolikusok egyik papja, az ambiciózus Louis William Valentine Dubourg Emmitsburgbe hívta, hogy ott legyen segítségére a helyi katolikus iskolában. 
1809-ben Elizabeth letette a szerzetesi fogadalmakat. 1810-ben megalapította a Szent József Akadémiát, mely az első ingyenes katolikus iskola volt az Egyesült Államokban és – sokak megrökönyödésére – színesbőrűek számára is biztosította a tanuláshoz való jogot. Ennek anyagi támogatását Samuel Sutherland Cooper vállalta magára. Tevékenységének sikerét mutatja, hogy egyre többen csatlakoztak köréje olyanok, akik a szegény gyermekeket igyekeztek felkarolni. 1812-ben megalakult a Sisters of Charity of St. Joseph, melynek szabályzata Páli Szent Vince lelkiségén nyugszik. A kongregáció, mely az első amerikai alapítású női szerzetes rend, ekkor már több iskolát és két árvaházat is működtetett.

### Utolsó évei
Élete hátralévő részében az általa alapított csoport vezetésével és fejlesztésével törődött. Bájos és kulturált hölgyként írták le az egykorú források. Számos problémát okoztak neki a félreértések, a személyek közötti konfliktusok és gyermekeinek halála (előbb Annina, majd Rebecca Mary). Életének vége felé ő maga is elkapta a néhai férjét is sújtó kórt. 1821. január 4-én hunyt el Emmitsburgben.

## Fordítás
- Ez a szócikk részben vagy egészben  az   Elizabeth Ann Seton című angol Wikipédia-szócikk fordításán alapul.  Az eredeti cikk szerkesztőit annak laptörténete sorolja fel. Ez a jelzés csupán a megfogalmazás eredetét és a szerzői jogokat jelzi, nem szolgál a cikkben szereplő információk forrásmegjelöléseként.